# Deporte en la Ciudad del Vaticano

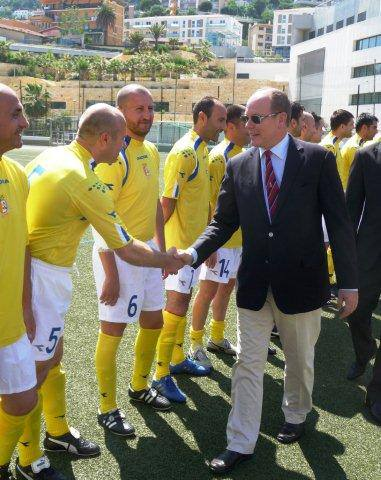
El príncipe Alberto II de Mónaco saluda a los jugadores de la selección de fútbol de la Ciudad del Vaticano en junio de 2013.

El deporte como fenómeno social y cultural ha sido tomado en cuenta por los papas —soberanos de la Ciudad del Vaticano— a través de los años. Para el Concilio Vaticano II se promulgó la Constitución pastoral sobre la Iglesia en el mundo actual en donde se estableció que la manifestación deportiva ayudaba tanto al equilibrio espiritual como al establecimiento de relaciones fraternas entre los hombres. De esta manera las mismas autoridades de la Santa Sede han organizado departamentos en la Curia Romana que fomentan las relaciones culturales y sociales con personas naturales y jurídicas en función del trabajo pastoral.
Además, dentro de la misma Ciudad del Vaticano ha existido la práctica de los deportes, los cuales, aunque reducidos en número, se han estructurado para buscar la relación con otras culturas o instituciones, como en el caso del críquet y el fútbol; o han servido para la recreación de sus habitantes e incluso se han aprovechado para el adiestramiento de su personal, como en el tenis y el judo, respectivamente.

## La Curia Romana y el deporte

### Los papas y el deporte
Se conoce de la opinión de los papas sobre las actividades deportivas desde el pontificado de León XIII, cuando este manifestaba que el deporte era un «medio de comunicación de masas». Posteriormente, Pío X pronunció cinco discursos sobre el tema, y fue el primero en recibir en el patio de San Dámaso a un grupo internacional de deportistas católicos en 1905. También Pío XI escribió similar número de discursos, aparte que practicó el montañismo. 
Por su parte, Pío XII, conocido como el «amigo de los deportistas», instaló por primera vez un gimnasio en el Vaticano y era un aficionado al ciclismo. Se dice que «El Papa Pacelli advertía la importancia de que los deportistas no pretendan solo “ganar una copa”, o de “darse aire de superhombre” sino a “transformar esta actividad en un verdadero acto simbólico que sepa tener juntas todas las capacidades del ser humano, creando una armonía y belleza”». Asimismo Pío XII se interrogaba: «¿Cuál es, en primera lugar, el oficio y el objetivo del deporte, sana, y cristianamente entendido, si no precisamente cultivar la dignidad y la armonía del cuerpo humano, desarrollar la salud, el vigor, la agilidad y la gracia del mismo?».
Con Juan XXIII se reconoció «el aspecto social del deporte», puesto que este papa notó y valoró «la extensión alcanzada por el deporte y la prensa deportiva [que] ocupa un puesto de primer plano y constituye uno de los fenómenos más vivos e interesantes de la cultura contemporánea». Para el Concilio Vaticano II —en el Número 61 de Sobre la Iglesia en el mundo actual— se establece:  

Empléense los descansos oportunamente para distracción del ánimo y para consolidar la salud del espíritu y del cuerpo, ya sea entregándose a actividades o a estudios libres, ya a viajes por otras regiones (turismo), con los que se afina el espíritu y los hombres se enriquecen con el mutuo conocimiento; ya con ejercicios y manifestaciones deportivas, que ayudan a conservar el equilibrio espiritual, incluso en la comunidad, y a establecer relaciones fraternas entre los hombres de todas las clases, naciones y razas.

En el pontificado de Pablo VI el número de discursos llegó a 35, y el número de deportistas que buscaban audiencia se incrementó. Al respecto opinaba: «¿Porqué los deportistas quieren ver el Papa? Porque el deporte es símbolo de una realidad espiritual que aunque escondida,  constituye la trama de nuestra vida...La vida es un esfuerzo, la vida es una competencia, la vida es un riesgo, la vida es una carrera; la vida es una esperanza hacia la meta final, una meta que trasciende la escena de la experiencia común, y que el alma entrevé y la religión nos presenta».
Conocido como el «Atleta de Dios», Juan Pablo II pronunció 120 discursos sobre el tema. De hecho, el profesor Tomás Bolaño le reconocía como un «teólogo del deporte». No era extraño en él, pues según el sacerdote Kevin Lixey: «iba a esquiar cuando podía. Le encantaban los deportes y por eso recibía a atletas de todo el mundo. Cuando era joven jugaba al fútbol, era defensa y metía muchos goles. Después, ya de sacerdote, iba en canoa con amigos. Le encantaba hacer senderismo. Incluso cuando era Papa siguió practicándolo. Fue un hombre que amaba la naturaleza y practicar actividades físicas». En su papado el equipo de ciclismo Amore & Vita recibió el respaldo del Vaticano, y aparte de haber creado la Sección Iglesia y Deporte del Consejo Pontificio para los Laicos el 2004, también encabezó el Jubileo de los Deportistas del 28 al 29 de octubre de 2000, en el que por primera vez un papa presenció un juego de fútbol, el cual tuvo lugar en el Estadio Olímpico de Roma. En esa ocasión abogó por «un deporte que sea promotor de emancipación de los países pobres y que ayude a cancelar la intolerancia y a construir un mundo más fraterno y solidario; un deporte que contribuya a hacer amar la vida, que eduque en el sacrificio, en el respeto y en la responsabilidad, haciendo que se valore plenamente a cada persona humana». Además, en dicho jubileo se desarrollaron eventos para personas con discapacidad.
El deporte, como fenómeno social ineludible de tomar en cuenta, se ha vuelto regular en la agenda de los papas. Benedicto XVI se refirió a los Juegos Olímpicos de Londres tras el rezo del ángelus del 22 de julio de 2012: «Las Olimpiadas son el mayor evento deportivo mundial, en el que participan atletas de muchísimas naciones, y como tal reviste también un fuerte valor simbólico. Por ello la Iglesia católica lo contempla con particular simpatía y atención...Envío mis saludos a los organizadores, a los atletas y a los espectadores; y rezo para que, en el espíritu de la tregua olímpica, la buena voluntad generada por este evento deportivo internacional pueda dar fruto, promoviendo la paz y la reconciliación en todo el mundo».
El fútbol ha sido parte de la cultura italiana, y se dice que el papa León X observó un juego de calcio florentino —la forma primitiva de este deporte— en 1571. Desde el siglo XX se ha conocido del acercamiento de los clubes de balompié a los papas: el F. C. Barcelona  nombró a Juan Pablo II como su socio honorario en 1982, lo mismo que el FC Schalke 04 en 1987; Benedicto XVI fue designado socio de honor del Bayern de Múnich el 2013; de hecho, él ostenta el carné número 100 000 de la institución. Cabe agregar que este pontífice escribió en su libro Cooperadores de la verdad  (Mitarbeiter der Wahrheit): 

Este deporte se ha convertido en un acontecimiento universal que une a los hombres por encima de las fronteras nacionales, con un mismo sentir, con idénticas ilusiones, temores, pasiones y alegrías...La fascinación por el fútbol consiste en que sabe unir de forma convincente estos dos sentidos: ayuda al hombre a autodisciplinarse y le enseña a colaborar con los demás dentro de un equipo, mostrándole cómo puede enfrentarse con los otros de una forma noble...Aprendamos por tanto a vivir con el espíritu del juego, porque la libertad del hombre se alimenta también de reglas y de autodisciplina.

En cuanto al papa Francisco, ya era un reconocido hincha y socio acreditado del Club Atlético San Lorenzo de Almagro. Para la Jornada Mundial de la Juventud 2013, el pontífice relacionó en varias ocasiones la religión con el juego, en una de ellas afirmó:  «Cuando “se suda la camiseta”, tratando de vivir como cristianos, experimentamos algo grande: nunca estamos solos, formamos parte de una familia de hermanos que recorren el mismo camino». Además, el 1 de septiembre de 2014 convocó al  Partido Interreligioso por la Paz que tenía como objetivo unir a personas afines a distintas religiones. Por otro lado, y preocupado porque el deporte se convierta en objeto de consumo, Francisco ha opinado: «Cuando el deporte se considera sólo según los parámetros económicos o para lograr la victoria a toda costa, se corre el riesgo de reducir a los atletas a mera mercancía de la que hay que sacar provecho. Los mismos atletas entran en un mecanismo que los atropella, pierden el verdadero significado de sus actividades, aquella alegría de jugar que los atrajo cuando eran chicos y que los ha llevado a hacer tantos sacrificios y a llegar a ser campeones. El deporte es armonía, pero si prevalece el afán desmedido de dinero y de éxito esta armonía se despedaza».
Durante su pontificado se han fundado las Scholas Occurrentes, una red de escuelas a nivel mundial que utiliza al deporte como uno de los recursos de integración, y el 1 de junio de 2018 el Dicasterio para los Laicos, la Familia y la Vida presentó el documento  «Dar lo mejor de uno mismo» donde se establece que la Iglesia «se interesa por el deporte porque le interesa el hombre, todo el hombre y reconoce que la actividad deportiva incide en la formación de la persona, en sus relaciones, en su espiritualidad». En septiembre de 2020 la Librería Editorial Vaticana publicó el libro Ponerse en juego, que recoge pensamientos de Francisco sobre el deporte y los valores de la vida tomados de discursos dirigidos a deportistas.

### Departamentos relacionados con el deporte
En la Curia Romana de la Santa Sede existen dos departamentos que trabajan en los vínculos de la Iglesia católica con en mundo del deporte. Uno es el Departamento de Cultura y Deporte, perteneciente al Consejo Pontificio de la Cultura, cuyos objetivos son:
1. Promover el encuentro entre el mensaje del Evangelio y el mundo del deporte, para que éste se abra cada vez más a la fe cristiana, creadora de cultura.
2. Favorecer el uso del deporte como recurso educativo e instrumento de desarrollo cultural de los pueblos.
3. Establecer las relaciones con los organismos internacionales del deporte y con las asociaciones católicas deportivas, junto con los demás organismos de la Santa Sede que trabajan en este campo.
4. Facilitar el diálogo Iglesia-deporte en sus diversos niveles: Universidades, Centros y Organizaciones, deportivas, y promover encuentros significativos con estos ambientes.

También existe la Sección Iglesia y Deporte, perteneciente al Consejo Pontificio para los Laicos. Su área de trabajo comprende:
1. Ser en la Iglesia punto de referencia para las organizaciones deportivas nacionales e internacionales.
2. Sensibilizar a las Iglesias locales de la importancia del trabajo pastoral en los ambientes deportivos, recordándoles al mismo tiempo la necesidad de fomentar la colaboración entre las asociaciones de deportistas católicos.
3. Favorecer una cultura del deporte como medio de crecimiento integral de la persona al servicio de la paz y de la hermandad entre los pueblos.
4. Promover el estudio de temáticas específicas relativas al deporte, sobre todo desde el punto de vista ético.
5. Organizar y apoyar iniciativas que susciten testimonios de vida cristiana entre los deportistas.

## Deportes y deportistas en el Vaticano

### Atletismo
El 10 de enero de 2019 fue presentada la primera asociación deportiva formada en el Vaticano, que tiene por nombre Athletica Vaticana, dedicada precisamente a la práctica del atletismo. El origen de dicha asociación se remonta a una homilía del papa Francisco pronunciada en Génova en septiembre de 2017 cuando apuntó que «El cristiano es un peregrino, un corredor de maratones esperanzador: suave, pero determinado en caminar».
De acuerdo a Melchor Sánchez de Toca Alameda, Subsecretario del Consejo Pontificio para la Cultura y Presidente de Athletica Vaticana, el objetivo se reduce a «divertirse y correr», pero que además tendrá, según Gianfranco Ravasi —presidente del consejo—,  un «valor adicional» como lo es la inclusión de atletas paralímpicos. Athletica Vaticana surgió con el apoyo de la Secretaría de Estado de la Santa Sede y de un acuerdo bilateral con el Comité Olímpico Nacional Italiano, por lo que está afiliada y reconocida por la Federación Italiana de Atletismo (FIDAL), lo que le dará la oportunidad de competir tanto en Italia como en Europa. El equipo estará conformado por empleados de la Santa Sede, ciudadanos del Vaticano (sacerdotes y monjas) y emigrantes africanos. Su primera competición tuvo lugar el 20 de enero de 2019 en la Corsa di Miguel, una carrera de 10 km en Roma.

### Ciclismo
El 28 de octubre de 2021 la Unión Ciclista Internacional admitió la afiliación de Vatican Cycling, sección de Athletica Vaticana, que se encargará de promover la actividad ciclista en la Santa Sede. De hecho, el Vaticano debutó  en el Campeonato Mundial de Ciclismo en Ruta de 2022 siendo representado por el neerlandés Rien Schuurhuis.
Desde el siglo XX los ciclistas y los papas han tenido constantes acercamientos cordiales: ya en 1948 el papa Pío XII proclamaba a la Madonna del Ghisallo como patrona universal de los ciclistas. La iglesia que acoge a la Maddona se encuentra en Magreglio, provincia de Como, la cual se considera un santuario para el mundo del ciclismo.

### Críquet
El 22 de octubre de 2013, se lanzó el Club de Críquet de San Pedro bajo el auspicio del Pontificio Consejo de la Cultura. A través del juego del críquet, que se practica en 105 países del mundo, el Vaticano tiene objetivos bien establecidos con los que se propone fomentar el diálogo con otras culturas, por lo que se ha iniciado un programa de enfrentamientos contra equipos de  Inglaterra, Paquistán y la India, entre otros, que son lugares donde se practican diferentes credos religiosos como el Anglicanismo, el Islam y el Budismo.

### Fútbol
El deporte más practicado en la Ciudad del Vaticano es el fútbol. Para 1972/73 se inició el Campeonato de fútbol de la Ciudad del Vaticano que reúne equipos locales, aunque ya en 1966 se había organizado el equipo Società Sportiva Hermes con jugadores de los Museos Vaticanos. Asimismo el Vaticano ha patrocinado la Copa Clerical desde el 2007, un torneo entre conjuntos pertenecientes a instituciones religiosas ubicadas en Roma. Aunque se decidió retirar su patrocino en el 2012, el torneo volvió a realizarse a partir del año 2019.
Se dice que el primer encuentro de una selección de la Ciudad del Vaticano se celebró en 1994 ante San Marino con un empate sin goles. Para el 23 de noviembre de 2002 nuevamente apareció en escena el equipo con el impulso del cardenal Tarcisio Bertone, en un juego contra Mónaco con otro marcador en blanco.
Con la creación de la Federación Vaticana Deportiva de Fútbol el 2010 se formalizó la representación del microestado, y el primer juego en esta nueva etapa se llevó a cabo el 23 de octubre de ese mismo año contra la policía financiera italiana, el cual perdieron por 1-0. Por tradición, el equipo ha estado integrado por seminaristas, sacerdotes y miembros de la Guardia Suiza Pontificia.
En mayo de 2019 se organizó el primer equipo femenino formado en su mayoría por empleadas del Vaticano, además de esposas e hijas del personal. Ese mismo mes debutaron ante un equipo de la ciudad de Roma con una derrota de 10 goles a cero.

### Judo
El deportista más exitoso en la historia de la Ciudad del Vaticano ha sido Pio Gaddi, quien es uno de cuatro deportistas italianos que han ostentado una cinta negra en el judo. Participó en el campeonato europeo de 1952, y trabajó en las oficinas del Vaticano desde 1959 a 1993. Aportó sus conocimientos en defensa personal a la Guardia Suiza y personal de seguridad. Asimismo, fungió como árbitro en Juegos Olímpicos y campeonatos mundiales.

### Taekwondo
Durante la Conferencia Global sobre la Fe y el Deporte en 2016, promovido por el Consejo Pontificio de la Cultura, el equipo de demostración de Taekwondo Mundial realizó una presentación pública en el Vaticano, y el siguiente año Chungwon Choue, presidente de dicho organismo, le otorgó al papa Francisco el título honorario de cinturón negro décimo dan. Con estos antecedentes de relaciones cordiales a finales de 2020 el preseminario San Pío X incorporó cursos de taekwondo para los seminaristas, por lo que, en el contexto de la fundación de Athletica Vaticana, en noviembre de 2021 la Asamblea general de Taekwondo Mundial incorporó como nuevo miembro al arte marcial vaticano con el nombre de Athletica Vaticana-Vatican Taekwondo.

### Tenis
Con la restauración de los jardines de la Ciudad del Vaticano en 1977, el tenis comenzó a tomar su lugar. Justo el año siguiente se organizó el Torneo de la Amistad cuyo vencedor fue Giovanni Battista, futuro cardenal. El segundo puesto fue para el también cardenal Roberto Tucci, y el tercer lugar se lo llevó el guardia suizo Peter Hasler. Para los posteriores certámenes se agregaron los empleados de la Santa Sede. Para 1985 el tenis alcanzó la cúspide con la organización del Open Vaticano, que contó con la presencia simbólica del doble campeón del Campeonato Francés, Nicola Pietrangeli. Dicho torneo se dejó de celebrar años después, pero el 2008 volvieron a realizarse eventos por iniciativa de los empleados de los Museos Vaticanos. La cancha de tenis del Vaticano se encuentra en el cruce de Viale Vaticano y Vía Leone IV.